# قائمة المدن الاستيطانية الإسرائيلية في الضفة الغربية
هذه قائمة بأسماء المستوطنات الإسرائيلية التي منحت صفة مدينة في الضفة الغربية، وهي التي يسكنها أكثر من 18,000 مستوطن. يعتبر المجتمع الدولي بموجب القانون الدولي، المستوطنات الإٍسرائيلية غير قانونية، لكن الحكومة الإسرائيلية تعارض ذلك.
| المستوطنة     | الاسم بالعبرية | الاسم بالإنجليزية | التعداد السكاني (2019) | سنة منح صفة المدينة |
| ------------- | -------------- | ----------------- | ---------------------- | ------------------- |
| أرئيل         | אריאל          | Ariel             | 20,540                 | 1998                |
| بيتار عيليت   | ביתר עילית     | Beitar Illit      | 59,270                 | 2001                |
| معاليه أدوميم | מעלה אדומים    | Ma'ale Adumim     | 38,155                 | 1991                |
| موديعين عيليت | מודיעין עילית  | Modi'in Illit     | 76,374                 | 2008                |